# 森静雄
森 静雄（もり しずお、1953年8月25日 - ）は、日本のプロゴルファー。第10代日本プロゴルフ協会会長。

## 人物
1953年8月25日、千葉県出身。習志野市立習志野高等学校卒業後、1980年にプロテストに合格。
プロ入り後は主に海外ツアーを中心に各国を転戦し、海外出場試合数は200試合を数える。特にオーストラリアツアーに初参加した日本人選手として知られる。
2000年に日本プロゴルフ協会理事に就任、2006年～2008年には副会長を務めている。海外ツアー転戦の経験が豊富なことからアメリカ合衆国やオーストラリアのゴルフ界とも関係が深く、アメリカ合衆国オレゴン州の日米ゴルフ親善特使に任命されている。
茨城県坂東市にコースが所在する坂東ゴルフクラブの代表取締役社長。
群馬県みどり市にコースが所在する大間々ゴルフクラブの代表取締役社長。
2012年1月1日、松井功の後を引き継ぎ、第10代日本プロゴルフ協会会長に就任した。

## 役職等
- 日本プロゴルフ協会（JPGA）第10代会長
- オレゴン州ゴルフ親善特使
- 坂東ゴルフクラブ代表取締役社長[6]
- 大間々ゴルフクラブ代表取締役社長
- タイ国政府観光庁ゴルフアドバイザー